# (1684) Iguassú
(1684) Iguassú – planetoida z pasa głównego asteroid okrążająca Słońce w ciągu 5 lat i 163 dni w średniej odległości 3,09 au. Została odkryta 23 sierpnia 1951 roku w obserwatorium w La Placie przez Miguela Itzigsohna. Nazwa planetoidy pochodzi od wodospadów Iguaçu na rzece Iguaçu znajdującego się na granicy Brazylii i Argentyny. Przed nadaniem nazwy planetoida nosiła oznaczenie tymczasowe (1684) 1951 QE.